# Wilaya Bidbid
Die Wilaya Bidbid (arabisch ولاية بدبد, DMG Wilāyat Bidbid) ist eine Wilaya mit 37.434 Einwohnern (Stand: Zensus von 2020) im Sultanat Oman innerhalb des Gouvernement ad-Dachiliyya. Hauptstadt ist die gleichnamige Stadt Bidbid.

## Orte
Nach Einwohnern ist die Stadt Fandscha mit 14.755 Einwohnern (Stand 2020) die größte der Wilaya. Danach kommt die Hauptstadt Bidbid mit lediglich 7.672 Einwohnern (Stand 2020). Beide liegen im Nordwesten der Wilaya.
Weitere Städte mit über 1000 Einwohnern sind Nafa, al-Batha, Hammim und al-Furfara. Insgesamt gibt es 32 Orte.

## Bevölkerung
| Jahr      | 2003   | 2010   | 2020   |
| --------- | ------ | ------ | ------ |
| Einwohner | 20.683 | 24.705 | 37.434 |

### Sport
Bekanntester sportlicher Vertreter der Wilaya ist wohl der Fanja SC, dessen Fußball-Mannschaft bis zur Saison 2017/18 in der erstklassigen Oman Professional League spielte, welcher allerdings seine Heimspiele im nördlicher gelegenen Sib austrägt.